# Grand Prix Formule 1 van Qatar 2024
De Grand Prix Formule 1 van Qatar 2024 werd verreden op 1 december 2024 op het Losail International Circuit gelegen nabij Lusail. Het was de drieëntwintigste race van het seizoen.
De Grand Prix van Qatar was de zesde en laatste van zes GP-weekeinden dit jaar waarin een "Sprint" gehouden werd. Een "sprint" is bijna hetzelfde als een normale race, met als groot verschil dat de wedstrijd minder lang duurt. De afstand van de sprintrace bedraagt circa 100 kilometer, de wedstrijd is daardoor van korte duur (ongeveer 30 minuten).
Het Grand Prix-weekeinde begint op vrijdag met de eerste vrije training van zestig minuten, daarna volgt de sprintkwalificatie die de startopstelling van de "sprint" bepaalt. 
Op zaterdagmorgen wordt de "sprint" gereden. Daarna volgt de kwalificatie die de startopstelling bepaalt van de hoofdrace op zondag (inclusief mogelijke gridstraffen) en tevens bepaalt welke coureur de term "poleposition" toegekend krijgt.
Op zondag wordt de hoofdrace gereden over een "normale" Grand Prix-afstand (circa 300 kilometer) en de teams hebben een vrije bandenkeuze.

## Vrije training
- Enkel de top vijf wordt weergegeven.

| Pos. | Nr. | Coureur          | Constructeur     | Tijd     |
| ---- | --- | ---------------- | ---------------- | -------- |
| 1    | 16  | Charles Leclerc  | Ferrari          | 1:21.953 |
| 2    | 4   | Lando Norris     | McLaren-Mercedes | 1:22.378 |
| 3    | 81  | Oscar Piastri    | McLaren-Mercedes | 1:22.425 |
| 4    | 55  | Carlos Sainz jr. | Ferrari          | 1:22.535 |
| 5    | 22  | Yuki Tsunoda     | RB-Honda RBPT    | 1:23.045 |

## Sprintkwalificatie
| Pos.                    | Nr. | Coureur          | Constructeur               | Kwalificatietijden | Kwalificatietijden | Kwalificatietijden | Grid   |
| Pos.                    | Nr. | Coureur          | Constructeur               | SQ1                | SQ2                | SQ3                | Grid   |
| ----------------------- | --- | ---------------- | -------------------------- | ------------------ | ------------------ | ------------------ | ------ |
| 1                       | 4   | Lando Norris     | McLaren-Mercedes           | 1:21.356           | 1:21.231           | 1:21.012           | 1      |
| 2                       | 63  | George Russell   | Mercedes                   | 1:22.021           | 1:21.488           | 1:21.075           | 2      |
| 3                       | 81  | Oscar Piastri    | McLaren-Mercedes           | 1:22.218           | 1:21.548           | 1:21.171           | 3      |
| 4                       | 55  | Carlos Sainz jr. | Ferrari                    | 1:21.838           | 1:21.809           | 1:21.281           | 4      |
| 5                       | 16  | Charles Leclerc  | Ferrari                    | 1:22.156           | 1:21.818           | 1:21.308           | 5      |
| 6                       | 1   | Max Verstappen   | Red Bull Racing-Honda RBPT | 1:22.033           | 1:21.784           | 1:21.315           | 6      |
| 7                       | 44  | Lewis Hamilton   | Mercedes                   | 1:22.151           | 1:21.734           | 1:21.474           | 7      |
| 8                       | 10  | Pierre Gasly     | Alpine-Renault             | 1:22.586           | 1:22.352           | 1:21.978           | 8      |
| 9                       | 27  | Nico Hülkenberg  | Haas-Ferrari               | 1:22.569           | 1:22.318           | 1:22.088           | 9      |
| 10                      | 30  | Liam Lawson      | RB-Honda RBPT              | 1:22.705           | 1:22.393           | 1:22.577           | 10     |
| 11                      | 14  | Fernando Alonso  | Aston Martin-Mercedes      | 1:22.499           | 1:22.433           |                    | 11     |
| 12                      | 23  | Alexander Albon  | Williams-Mercedes          | 1:22.705           | 1:22.526           |                    | 12     |
| 13                      | 77  | Valtteri Bottas  | Kick Sauber-Ferrari        | 1:22.506           | 1:22.538           |                    | 13     |
| 14                      | 18  | Lance Stroll     | Aston Martin-Mercedes      | 1:22.522           | 1:22.599           |                    | 14     |
| 15                      | 20  | Kevin Magnussen  | Haas-Ferrari               | 1:22.560           | 1:22.738           |                    | 15     |
| 16                      | 11  | Sergio Pérez     | Red Bull Racing-Honda RBPT | 1:22.718           |                    |                    | Pit *1 |
| 17                      | 22  | Yuki Tsunoda     | RB-Honda RBPT              | 1:22.722           |                    |                    | 16     |
| 18                      | 31  | Esteban Ocon     | Alpine-Renault             | 1:22.906           |                    |                    | 17     |
| 19                      | 24  | Zhou Guanyu      | Kick Sauber-Ferrari        | 1:22.948           |                    |                    | 18     |
| 20                      | 43  | Franco Colapinto | Williams-Mercedes          | 1:23.423           |                    |                    | Pit *1 |
| SQ1 107% tijd: 1:27.050 |     |                  |                            |                    |                    |                    |        |
| Bron: formula1.com      |     |                  |                            |                    |                    |                    |        |

*1 Sergio Pérez en Franco Colapinto kwalificeerden zich respectievelijk als zestiende en twintigste maar moesten vanuit de pit starten omdat er aan hun wagens is gewerkt onder Parc fermé condities.

## Sprint
Oscar Piastri won voor de tweede keer in zijn carrière een sprint.
| Pos.               | Nr. | Coureur          | Constructeur               | Rondes | Tijd / Oorzaak Uitval | Grid | Punten |
| ------------------ | --- | ---------------- | -------------------------- | ------ | --------------------- | ---- | ------ |
| 1                  | 81  | Oscar Piastri    | McLaren-Mercedes           | 19     | 27:03.010             | 3    | 8      |
| 2                  | 4   | Lando Norris     | McLaren-Mercedes           | 19     | +0.136                | 1    | 7      |
| 3                  | 63  | George Russell   | Mercedes                   | 19     | +0.410                | 2    | 6      |
| 4                  | 55  | Carlos Sainz jr. | Ferrari                    | 19     | +1.326                | 4    | 5      |
| 5                  | 16  | Charles Leclerc  | Ferrari                    | 19     | +5.073                | 5    | 4S     |
| 6                  | 44  | Lewis Hamilton   | Mercedes                   | 19     | +5.650                | 7    | 3      |
| 7                  | 27  | Nico Hülkenberg  | Haas-Ferrari               | 19     | +8.508                | 9    | 2      |
| 8                  | 1   | Max Verstappen   | Red Bull Racing-Honda RBPT | 19     | +10.368               | 6    | 1      |
| 9                  | 10  | Pierre Gasly     | Alpine-Renault             | 19     | +14.513               | 8    |        |
| 10                 | 20  | Kevin Magnussen  | Haas-Ferrari               | 19     | +15.485               | 15   |        |
| 11                 | 14  | Fernando Alonso  | Aston Martin-Mercedes      | 19     | +19.204               | 11   |        |
| 12                 | 77  | Valtteri Bottas  | Kick Sauber-Ferrari        | 19     | +23.351               | 13   |        |
| 13                 | 18  | Lance Stroll     | Aston Martin-Mercedes      | 19     | +24.421               | 14   |        |
| 14                 | 31  | Esteban Ocon     | Alpine-Renault             | 19     | +30.379               | 18   |        |
| 15                 | 23  | Alexander Albon  | Williams-Mercedes          | 19     | +33.062               | 12   |        |
| 16                 | 30  | Liam Lawson      | RB-Honda RBPT              | 19     | +34.356               | 10   |        |
| 17                 | 22  | Yuki Tsunoda     | RB-Honda RBPT              | 19     | +35.102               | 17   |        |
| 18                 | 43  | Franco Colapinto | Williams-Mercedes          | 19     | +35.639               | Pit  |        |
| 19                 | 24  | Zhou Guanyu      | Kick Sauber-Ferrari        | 19     | +1:11.436             | 19   |        |
| 20                 | 11  | Sergio Pérez     | Red Bull Racing-Honda RBPT | 19     | +1:14.371             | Pit  |        |
| Bron: formula1.com |     |                  |                            |        |                       |      |        |

S Charles Leclerc reed in ronde 18 de snelste ronde in 1:23.923 maar in de sprint levert dit geen extra punt op.

## Kwalificatie
Max Verstappen dacht de eenenveertigste pole position in zijn carrière gehaald te hebben. De Nederlander kreeg uren later echter een gridstraf van één plaats omdat hij volgens de stewards van de FIA onnodig langzaam heeft gereden in de kwalificatie en daarmee George Russell heeft gehinderd. Deze straf is zeer ongebruikelijk omdat zowel Verstappen als Russell niet met een snelle ronde bezig waren en dat dit normaal gesproken met een reprimande bestraft wordt. Russell kreeg hierdoor de vijfde pole position in zijn carrière toegekend.
| Pos.                   | Nr. | Coureur          | Constructeur               | Kwalificatietijden | Kwalificatietijden | Kwalificatietijden | Grid |
| Pos.                   | Nr. | Coureur          | Constructeur               | Q1                 | Q2                 | Q3                 | Grid |
| ---------------------- | --- | ---------------- | -------------------------- | ------------------ | ------------------ | ------------------ | ---- |
| 1                      | 1   | Max Verstappen   | Red Bull Racing-Honda RBPT | 1:21.579           | 1:20.687           | 1:20.520           | 2    |
| 2                      | 63  | George Russell   | Mercedes                   | 1:21.241           | 1:21.069           | 1:20.575           | 1    |
| 3                      | 4   | Lando Norris     | McLaren-Mercedes           | 1:21.578           | 1:20.983           | 1:20.772           | 3    |
| 4                      | 81  | Oscar Piastri    | McLaren-Mercedes           | 1:21.821           | 1:21.121           | 1:20.829           | 4    |
| 5                      | 16  | Charles Leclerc  | Ferrari                    | 1:21.278           | 1:21.000           | 1:20.852           | 5    |
| 6                      | 44  | Lewis Hamilton   | Mercedes                   | 1:21.637           | 1:21.095           | 1:21.011           | 6    |
| 7                      | 55  | Carlos Sainz jr. | Ferrari                    | 1:21.447           | 1:21.199           | 1:21.041           | 7    |
| 8                      | 14  | Fernando Alonso  | Aston Martin-Mercedes      | 1:21.608           | 1:21.208           | 1:21.251           | 8    |
| 9                      | 11  | Sergio Pérez     | Red Bull Racing-Honda RBPT | 1:21.675           | 1:21.425           | 1:21.425           | 9    |
| 10                     | 20  | Kevin Magnussen  | Haas-Ferrari               | 1:21.891           | 1:21.387           | 1:21.500           | 10   |
| 11                     | 10  | Pierre Gasly     | Alpine-Renault             | 1:21.843           | 1:21.437           |                    | 11   |
| 12                     | 24  | Zhou Guanyu      | Kick Sauber-Ferrari        | 1:22.103           | 1:21.501           |                    | 12   |
| 13                     | 77  | Valtteri Bottas  | Kick Sauber-Ferrari        | 1:22.927           | 1:21.731           |                    | 13   |
| 14                     | 22  | Yuki Tsunoda     | RB-Honda RBPT              | 1:22.364           | 1:21.771           |                    | 14   |
| 15                     | 18  | Lance Stroll     | Aston Martin-Mercedes      | 1:22.011           | 1:21.911           |                    | 15   |
| 16                     | 23  | Alexander Albon  | Williams-Mercedes          | 1:22.390           |                    |                    | 16   |
| 17                     | 30  | Liam Lawson      | RB-Honda RBPT              | 1:22.411           |                    |                    | 17   |
| 18                     | 27  | Nico Hülkenberg  | Haas-Ferrari               | 1:22.442           |                    |                    | 18   |
| 19                     | 43  | Franco Colapinto | Williams-Mercedes          | 1:22.594           |                    |                    | 19   |
| 20                     | 31  | Esteban Ocon     | Alpine-Renault             | 1:22.714           |                    |                    | 20   |
| Q1 107% tijd: 1:26.927 |     |                  |                            |                    |                    |                    |      |
| Bron: formula1.com     |     |                  |                            |                    |                    |                    |      |

## Wedstrijd
Max Verstappen behaalde de drieënzestigste Grand Prix-overwinning in zijn carrière.
| Pos.               | Nr. | Coureur          | Constructeur               | Rondes | Tijd / Oorzaak Uitval | Grid | Punten |
| ------------------ | --- | ---------------- | -------------------------- | ------ | --------------------- | ---- | ------ |
| 1                  | 1   | Max Verstappen   | Red Bull Racing-Honda RBPT | 57     | 1:31:05.323           | 2    | 25     |
| 2                  | 16  | Charles Leclerc  | Ferrari                    | 57     | +6.031                | 5    | 18     |
| 3                  | 81  | Oscar Piastri    | McLaren-Mercedes           | 57     | +6.819                | 4    | 15     |
| 4                  | 63  | George Russell   | Mercedes                   | 57     | +14.104               | 1    | 12     |
| 5                  | 10  | Pierre Gasly     | Alpine-Renault             | 57     | +16.782               | 11   | 10     |
| 6                  | 55  | Carlos Sainz jr. | Ferrari                    | 57     | +17.476               | 7    | 8      |
| 7                  | 14  | Fernando Alonso  | Aston Martin-Mercedes      | 57     | +19.867               | 8    | 6      |
| 8                  | 24  | Zhou Guanyu      | Kick Sauber-Ferrari        | 57     | +25.360               | 12   | 4      |
| 9                  | 20  | Kevin Magnussen  | Haas-Ferrari               | 57     | +32.177               | 10   | 2      |
| 10                 | 4   | Lando Norris     | McLaren-Mercedes           | 57     | +35.762               | 3    | 2S     |
| 11                 | 77  | Valtteri Bottas  | Kick Sauber-Ferrari        | 57     | +50.243               | 13   |        |
| 12                 | 44  | Lewis Hamilton   | Mercedes                   | 57     | +56.122               | 6    |        |
| 13                 | 22  | Yuki Tsunoda     | RB-Honda RBPT              | 57     | +1:01.100             | 14   |        |
| 14                 | 30  | Liam Lawson      | RB-Honda RBPT              | 57     | +1:02.656             | 17   |        |
| 15                 | 23  | Alexander Albon  | Williams-Mercedes          | 56     | +1 ronde              | 16   |        |
| DNF                | 27  | Nico Hülkenberg  | Haas-Ferrari               | 39     | Spin                  | 18   |        |
| DNF                | 11  | Sergio Pérez     | Red Bull Racing-Honda RBPT | 38     | Koppeling             | 9    |        |
| DNF                | 18  | Lance Stroll     | Aston Martin-Mercedes      | 8      | Botsingschade         | 15   |        |
| DNF                | 43  | Franco Colapinto | Williams-Mercedes          | 0      | Ongeluk               | 19   |        |
| DNF                | 31  | Esteban Ocon     | Alpine-Renault             | 0      | Ongeluk               | 20   |        |
| Bron: formula1.com |     |                  |                            |        |                       |      |        |

S Lando Norris reed voor de twaalfde keer in zijn carrière een snelste ronde en behaalde hiermee een extra punt.

## Tussenstanden wereldkampioenschap
Betreft tussenstanden voor het wereldkampioenschap na dit GP-weekeinde.

### Coureurs
| Pos. | Nr.   | Coureur          | Constructeur               | Punten |
| ---- | ----- | ---------------- | -------------------------- | ------ |
| 1    | 1     | Max Verstappen   | Red Bull Racing-Honda RBPT | 429    |
| 2    | 4     | Lando Norris     | McLaren-Mercedes           | 349    |
| 3    | 16    | Charles Leclerc  | Ferrari                    | 341    |
| 4    | 81    | Oscar Piastri    | McLaren-Mercedes           | 291    |
| 5    | 55    | Carlos Sainz jr. | Ferrari                    | 272    |
| 6    | 63    | George Russell   | Mercedes                   | 235    |
| 7    | 44    | Lewis Hamilton   | Mercedes                   | 211    |
| 8    | 11    | Sergio Pérez     | Red Bull Racing-Honda RBPT | 152    |
| 9    | 14    | Fernando Alonso  | Aston Martin-Mercedes      | 68     |
| 10   | 27    | Nico Hülkenberg  | Haas-Ferrari               | 37     |
| 11   | 10    | Pierre Gasly     | Alpine-Renault             | 36     |
| 12   | 22    | Yuki Tsunoda     | RB-Honda RBPT              | 30     |
| 13   | 18    | Lance Stroll     | Aston Martin-Mercedes      | 24     |
| 14   | 31    | Esteban Ocon     | Alpine-Renault             | 23     |
| 15   | 20    | Kevin Magnussen  | Haas-Ferrari               | 16     |
| 16   | 23    | Alexander Albon  | Williams-Mercedes          | 12     |
| 17   | 3     | Daniel Ricciardo | RB-Honda RBPT              | 12     |
| 18   | 38/50 | Oliver Bearman   | Ferrari/Haas-Ferrari       | 7      |
| 19   | 43    | Franco Colapinto | Williams-Mercedes          | 5      |
| 20   | 24    | Zhou Guanyu      | Kick Sauber-Ferrari        | 4      |
| 21   | 30    | Liam Lawson      | RB-Honda RBPT              | 4      |
| 22   | 77    | Valtteri Bottas  | Kick Sauber-Ferrari        | 0      |
| 23   | 2     | Logan Sargeant   | Williams-Mercedes          | 0      |

### Constructeurs
| Pos. | Constructeur               | Punten |
| ---- | -------------------------- | ------ |
| 1    | McLaren-Mercedes           | 640    |
| 2    | Ferrari                    | 619    |
| 3    | Red Bull Racing-Honda RBPT | 581    |
| 4    | Mercedes                   | 446    |
| 5    | Aston Martin-Mercedes      | 92     |
| 6    | Alpine-Renault             | 59     |
| 7    | Haas-Ferrari               | 54     |
| 8    | RB-Honda RBPT              | 46     |
| 9    | Williams-Mercedes          | 17     |
| 10   | Kick Sauber-Ferrari        | 4      |